# Малкарское общество
Малкарское (Балкарское) общество — квазигосударственное образование балкарцев, затем — административная единица Российской империи и РСФСР. Было древнейшим и самым большим обществом балкарцев, имевшем влияние на остальные их общества.
Занимало ущелья рек Хызны-Суу, верховья рек Аргудан, Сукан-Суу, Черек-Балкарский и его притоков. На 1914 год состояло из 23 поселков: Чегет-эль, Верхний Куннюм, Нижний Куннюм, Фардык, Сауту, Верхний Шаурдат, Нижний Шаурдат, Мухол, Тебен Эль, Мукуш, Зарашки, Коспарты, Зилги, Нижний Чегет, Верхний Чегет, Глашево, Курнаят, Тура Хабла, Верхний Шканты, Догуат, Кашхатау, Тамакла.
Правящими династиями Малкарского общества были Мисаковы, Жаниюковы, Бикановы, Темиркановы, Абаевы, Айдаболовы, Амирхановы, Биевы, Боташевы, Кучуковы, Жанхотовы, Шахановы.
Балкарское общество под этим названием в 1921 году вошло в Балкарский округ.